# Saint-Aquilin
Saint-Aquilin é uma comuna francesa na região administrativa da Nova Aquitânia, no departamento Dordonha. Estende-se por uma área de 22,76 km². Em 2010 a comuna tinha 475 habitantes (densidade: 20,9 hab./km²).